# Orden der Völkerfreundschaft

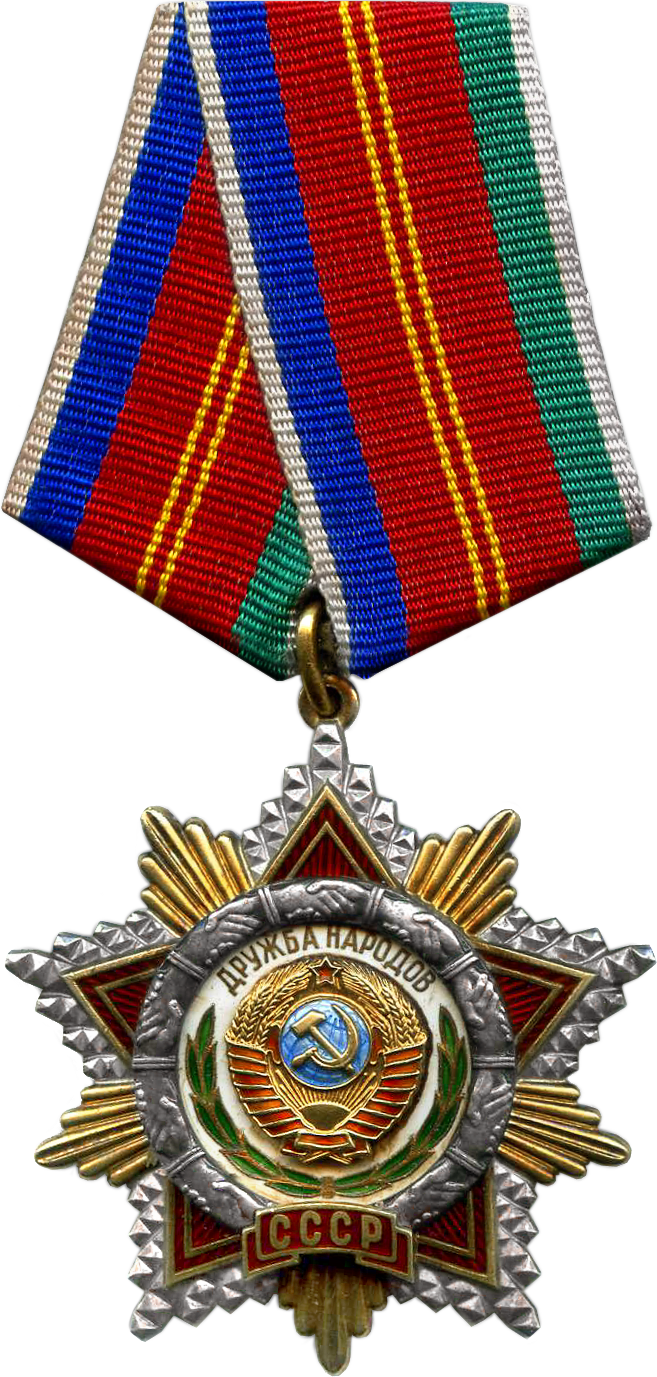
Orden der Völkerfreundschaft

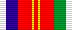
Bandschnalle

Der Orden der Völkerfreundschaft (russisch Орден Дружбы народов) war ein am 17. Oktober 1972 gestifteter und vom 29. Dezember 1972 bis zum 21. Dezember 1991 verliehener Orden der Sowjetunion. Dieser Orden wurde zum Gedenken an den 50. Jahrestag der Ausrufung der Sowjetunion gestiftet. Er wurde an Bürger der Sowjetunion oder eines anderen Staates sowie an Unternehmen, Organisationen und Militäreinheiten verliehen, welche die zwischenstaatliche Freundschaft stärkten – insgesamt 72.760-mal. In modifizierter Gestalt wurde die Auszeichnung zwischen März 1992 und März 1994 weiterhin durch den russischen Präsidenten insgesamt 1212-mal verliehen.
Am 2. März 1994 wurde durch Ukas № 442 des russischen Präsidenten der Orden der Freundschaft gestiftet, der als Nachfolger der sowjetischen Auszeichnung angesehen wird. In Belarus wurde im Mai 2002 wieder ein Orden der Völkerfreundschaft gestiftet.

## Bekannte Ordensträger
Bekannte Träger des Ordens der Völkerfreundschaft sind unter anderem (chronologisch nach Datum der Verleihung geordnet):
- Horst Bittner (1974)
- Gus Hall (1975 und 1980)
- Soslan Andijew (1976)
- Wladimir Kadyschewski (1976)
- Alexei Maressjew (1976)
- Sergei Kapustin (1978 und 1981)
- Pelageja Polubarinowa-Kotschina (1979)
- Lew Leschtschenko (1980)
- Edita Pjecha (1980)
- Wiktor Astafjew (1981)
- Wiktor Tichonow (1981)
- Wiktor Schluktow (1982)
- Tschingis Aitmatow (1984)
- Nikolai Simjatow (1984)
- Raissa Smetanina (1984)
- Tatjana Tarassowa (1984)
- Boris Wassiljew (1984)
- Hermann Axen (1986)
- Pjatnizki-Chor (1986)
- Egon Winkelmann (1986)
- Oscar Niemeyer (1987)
- Friedrich Dickel (1988)
- Kyrill I. (1988)
- Dmitri Schirkow (1988)
- Michel Tognini (1988)
- Günter Schabowski (1989)
- Metropolit Pitirim von Wolokolamsk und Jurjew
- Fritz Streletz

- Reinhold Ewald (1992)
- Anatoli Solowjow (1993)
- Juan Antonio Samaranch (1994)